# Мустафаев, Александр Сеит-Умерович
Мустафаев Александр Сеит-Умерович (род. 24 мая 1943, Фрунзе) — советский и российский ученый-физик, специалист по низкотемпературной плазме, плазменным нанотехнологиям и плазменной энергетике, доктор физико-математических наук, профессор.

## Биография
Родился 24 мая 1943 г. в городе Фрунзе Киргизской ССР.
В 1965 г. окончил физический факультет Ленинградского государственного университета по специальности «Физика». С 1966 года — научный сотрудник Физико-технического института им. А. Ф. Иоффе АН СССР.
В 1974 г. защитил диссертацию на тему «Экспериментальное исследование термоэмиссионного преобразования тепловой энергии в электрическую с Cs-Ba наполнением», присуждена ученая степень кандидата физико-математических наук. Научный руководитель — участник советского атомного проекта, лауреат Ленинской премии 1961 г. профессор Ю. А. Дунаев (ученик А. Ф. Иоффе и Б. В. Курчатова). В 1977 году переведен по конкурсу в Ленинградский государственный горный институт. В 1980 г. присвоено ученое звание доцента. После кончины профессора Л. А. Сена в 1996 г. возглавил научную школу плазменных технологий и плазменной энергетики.
В 2003 г. защитил диссертацию на тему «Методы диагностики анизотропной плазмы в термоэмиссионных приборах электроэнергетики», в 2004 г. присуждена ученая степень доктора физико-математических наук, в 2006 г. — ученое звание профессора по кафедре общей и технической физики. В настоящее время является заведующим кафедрой общей и технической физики Горного университета.
Является профессором первой категории, международно признанным специалистом в области физики плазмы, плазменной электроники, плазменной энергетики и плазменных нанотехнологий. Руководитель ряда фундаментальных НИР. Автор более 500 научных и научно-методических трудов, 15 монографий и различных докладов на международных конференциях. Более 100 работ опубликовано в ведущих физических изданиях мира, индексируемых в информационных базах цитирования Web of Science и Scopus (Q1/Q2).
Автор 15 патентов.
Соавтор научного открытия «Явление фазового превращения аморфного мелкодисперсного углерода в графен/графеноподобную структуру, интеркалированную цезием, в среде низкотемпературной газоразрядной цезиевой плазмы». Приоритет открытия: 2014 г. Авторы: В. И. Ярыгин, А. С. Мустафаев, В. С. Сухомлинов, С. М. Тулин. Зарегистрировано Российской академией естественных наук, Международной академией авторов научных открытий и изобретений и Международной ассоциацией авторов научных открытий 20 декабря 2018 года за № 660 (Диплом № 509).
За последние 15 лет более 20 раз работал в качестве приглашенного профессора в зарубежных университетах Франции, Германии, США, Великобритании, Финляндии, Швеции, Норвегии, Португалии, Канады и Северной Ирландии.
Его учениками защищены 15 кандидатских и 2 докторские диссертации.
Является Почетным работником высшего профессионального образования РФ, Международным экспертом лондонского института IOM3, Американского Физического Общества (APS), IEEE, Заслуженным работником Санкт-Петербургского горного университета, Международным экспертом западногерманской фирмы Phywe GMBH & Co, Экспертом Федерального Агентства по Атомной Энергии (РОСАТОМ), Почетным членом IOM3, рецензентом двух научных журналов Q1 & Q2 (APS).
За фундаментальные исследования по плазменной энергетике удостоен 6 премий Президиума АН СССР, международного диплома «За научное открытие» в области плазменных нанотехнологий.
Награждён медалями Правительства Российской Федерации, Министерства образования и науки РФ, медалью «Автору научного открытия» Нобелевского лауреата академика РАН П. Л. Капицы, а также 17 золотыми и 15 серебряными медалями международных выставок патентов и разработок.